# Mid-year Internationals 2019
Die Mid-year Internationals 2019 (auch als Summer Tests 2019 bezeichnet) waren eine vom 8. bis 22. Juni 2019 stattfindende Serie von internationalen Rugby-Union-Spielen zwischen Mannschaften der zweiten und dritten Stärkeklasse. Diese Begegnungen folgten dem von World Rugby beschlossenen globalen Rugby-Kalender, der von 2012 bis 2019 Gültigkeit besaß. Da sich alle Teams der ersten Stärkeklasse auf die bevorstehende Weltmeisterschaft 2019 konzentrierten und erst im August oder September Vorbereitungsspiele austrugen, gab es im Vergleich zu den Vorjahren nur wenige Spiele.

## Ergebnisse

### Woche 1
| 8. Juni 2019 16:30 CLST | Chile                                                        | 11 : 27        | Rumänien | Estadio Elías Figueroa Brander, Valparaíso Schiedsrichter: Claudio Antonio (Argentinien) |
| 8. Juni 2019 16:30 CLST | Versuche: Blanc 53. n.erh. Straftritte: Videla (2/2) 5., 64. | (3:13) Bericht | Versuche: Căpățână 30. erh. Boldor 49. erh. Vlaicu 74. erh. Erhöhungen: Vlaicu (3/3) Straftritte: Vlaicu (2/2) 2., 11. | Estadio Elías Figueroa Brander, Valparaíso Schiedsrichter: Claudio Antonio (Argentinien) |

| 8. Juni 2019 19:30 BRT | Brasilien                                                    | 16 : 22         | Spanien                                                                | Estádio Municipal Prefeito José Liberatti, Osasco Schiedsrichter: Juan Pablo Federico (Argentinien) |
| 8. Juni 2019 19:30 BRT | Versuche: Sancery Erhöhungen: Reeves Straftritte: Reeves (3) | (13:22) Bericht | Versuche: Goia Jorba F. Munilla Erhöhungen: Mélé (2) Straftritte: Mélé | Estádio Municipal Prefeito José Liberatti, Osasco Schiedsrichter: Juan Pablo Federico (Argentinien) |

### Woche 2
| 15. Juni 2019 16:30 CLST | Chile                                                                                                  | 22 : 29         | Spanien | Estadio La Granja, Curicó Schiedsrichter: Santiago Romero (Uruguay) |
| 15. Juni 2019 16:30 CLST | Versuche: Saavedra 21. erh. Erhöhungen: Videla (1/1) Straftritte: Videla (5/6) 17., 32., 39., 52., 62. | (16:17) Bericht | Versuche: T. Munilla 12. erh. Goia 24. erh. Tauli 48. erh. Feuteu 71. n.erh. Erhöhungen: Mélé (3/4) Straftritte: Mélé (1/1) 37. | Estadio La Granja, Curicó Schiedsrichter: Santiago Romero (Uruguay) |

| 15. Juni 2019 19:30 BRT | Brasilien                                                            | 21 : 22        | Rumänien                                                                     | Estádio do Pacaembu, São Paulo Schiedsrichter: Damian Schneider (Argentinien) |
| 15. Juni 2019 19:30 BRT | Versuche: Rebolo Tranquez Erhöhungen: Reeves Straftritte: Reeves (3) | (13:7) Bericht | Versuche: Chirică Cojocaru Vlaicu Erhöhungen: Vlaicu (2) Straftritte: Vlaicu | Estádio do Pacaembu, São Paulo Schiedsrichter: Damian Schneider (Argentinien) |

### Woche 3
| 22. Juni 2019 19:00 UYT | Uruguay                                                                                                | 21 : 41        | Spanien | Estadio Charrúa, Montevideo Zuschauer: 2.200 Schiedsrichter: Federico Anselmi (Argentinien) |
| 22. Juni 2019 19:00 UYT | Versuche: Vilaseca 33. erh. Echeverría 55. erh. Inciarte 72. erh. Erhöhungen: Vilaseca (2/2) Cat (1/1) | (7:26) Bericht | Versuche: Munilla (2) 9. erh., 44. erh. Dominguez 15. n.erh. del Hoyo (2) 24. erh., 40. erh. Mélé 76. erh. Erhöhungen: Mélé (4/5) Casteglioni (1/1) Straftritte: Mélé (1/1) 70. | Estadio Charrúa, Montevideo Zuschauer: 2.200 Schiedsrichter: Federico Anselmi (Argentinien) |